# Kevin Lomónaco
Kevin Lomónaco, né le 8 janvier 2002 à Lanús en Argentine, est un footballeur argentin qui évolue au poste de défenseur central avec le club du CA Independiente.

## Biographie

### En club
Né à Lanús en Argentine, Kevin Lomónaco est formé par le club local du CA Lanús.
Le 1er septembre 2021, Kevin Lomónaco est prêté au CA Platense.
Le 12 avril 2022, Kevin Lomónaco rejoint le Brésil afin de s'engager en faveur du RB Bragantino. Il signe un contrat courant jusqu'en avril 2027.
Le 28 juillet 2023, Kevin Lomónaco fait son retour en Argentine en rejoignant le CA Tigre sous la forme d'un prêt.

### En sélection
Kevin Lomónaco est sélectionné avec l'équipe d'Argentine des moins de 17 ans pour participer au championnat sud-américain moins de 17 ans en 2019. Lors de cette compétition organisée au Pérou, il joue sept matchs, tous en tant que titulaire. Avec un bilan de cinq victoires, deux nuls et deux défaites, l'Argentine remporte le tournoi.

## Palmarès
- Vainqueur du championnat de la CONMEBOL des moins de 17 ans en 2019 avec l'équipe d'Argentine des moins de 17 ans